# Puente del río Amu Daria
El Puente del río Amu Daria es una estructura tipo puente colgante sobre el río Amu Darya (Amu Daria). Permite conectar la provincia Xorazm de Uzbekistán con la provincia Lebap de Turkmenistán. Terminado en 1964, durante el período de gobierno de la Unión Soviética, tiene un tramo principal de 390 metros.